# Genflow
Genflow er overførsel af allel eller gener fra en population til en anden. Migration til eller væk fra en population kan være ansvarlig for en markant ændring i allelhyppigheder (den andel af populationen som bærer en særlig variant af et gen). Migration kan også resulterer i tilføjelsen af nye genetiske varianter til den etablerede genpulje for en bestemt art eller en population. Der er en række faktorer, der påvirker hastigheden af genflow mellem forskellige populationer. En af de vigtigste faktorer er mobiliteten, da større mobilitet af et individ giver den et større potentiale for at sprede sine version af gener (allen). Dyr har tendens til at være mere mobile end planter, selvom pollen og frø kan overføres meget store afstande via dyr eller vinden.
Konstant genflow mellem to populationer kan også føre til en kombination af de to genpuljer, hvilket reducerer den genetiske forskel mellem to populationer. Dette er grunden til, at genflow kraftigt modvirker artsdannelse og rekombinere genpuljer af forskellige populationer, og dermed reparere udviklingsforskelle i genetisk variation, som ellers ville have ført til artsdannelse og skabelse af underarter. For eksempel, hvis en art af græs vokser på begge sider af en motorvej, vil pollen sandsynligvis blive transporteret fra den ene side til den anden og vice versa. Hvis dette pollen er i stand til at befrugte planten, hvor det ender og producere levedygtigt afkom, så har allelerne i pollen faktisk været i stand til at bevæge sig fra befolkningen på den ene side af motorvejen til den anden.

## Hindringer for genflow
Fysiske barrierer for genflow er normalt, men ikke altid naturligt forårsaget. De kan omfatte ufremkommelige bjergkæder, oceaner, eller store ørkener. I nogle tilfælde kan de være kunstige, menneskeskabte barrierer, såsom den kinesiske mur i Kina, hvilket har hindret genflow for indfødte plantepopulationer. Hindringer for genflow behøver ikke altid være fysiske. Arter kan leve i det samme miljø, men vise meget begrænset genflow på grund af begrænset hybridisering eller at hybridisering giver uegnede hybrider, som ikke kan reproducer, såsom et muldyr som er det sterile afkom af en hest og et æsel.

## Genflow mellem arter
Horisontal genoverførsel henviser til overførsel af gener mellem organismer på en anden måde end den traditionelle reproduktive måde, enten gennem hybridisering, antigen skift eller resortering er undertiden en vigtig kilde til genetisk variation. Virus kan overføre gener mellem arter. Bakterier kan inkorporere gener fra andre døde bakterier, udveksle gener med levende bakterier, og kan udveksle plasmider på tværs af artsgrænser. "Sekvenssammenligninger tyder på nylige horisontale overførsel af mange gener blandt forskellige arter, herunder på tværs af fylogenetiske domæner". Således kan fastlæggelsen af fylogenetisk historie af en art ikke afgøres endeligt via evolutionære stamtræer for enkelte gener."

### Genflow hos mennesker
Gene flow er blevet observeret hos mennesker. Foreksempel blev genflow observeret i USA imellem den hvide europæisk befolkning og den sorte vestafrikanske befolkning, som fornylig blev bragt sammen. I Vestafrika, hvor malaria er udbredt, giver en version af genet DARC øget resistans mod sygdommen, og denne allel er således til stede i næsten alle af vestafrikansk oprindelse. I modsætning hertil har europæere enten allelen Fya eller Fyb, fordi malaria er næsten ikke-eksisterende. Ved at måle frekvenserne for de vestafrikanske og europæiske grupper, fandt forskerne, at allelfrekvenserne blev blandet i hver population på grund af migrationen af populationerne. Det blev også konstateret, at genflowet mellem europæiske og vestafrikanske grupper er meget større i den nordlige USA end i syd.

### Genetisk forurening
Regionsspecifikke arter kan naturligt forårsaget være truet af udryddelse gennem genetisk forurening, hvilket kan forårsage ukontrolleret hybridisering, introgression og en genetisk ombytning. Disse processer kan føre til homogenisering eller udskiftning af lokale genotyper som følge af enten en numerisk og/eller bedre tilpasning af indførte dyr eller planter. Ikke-oprindellige arter kan true oprindelige planter og dyr med udryddelse via hybridisering og introgression enten gennem målrettet introduktion af mennesker eller gennem ændring af levesteder, hvilket bringer tidligere isolerede arter i kontakt med hinanden. Disse fænomener kan være særligt skadelig for sjældne arter, der kommer i kontakt med mere omfangsrige arter. Krydsning mellem arterne kan forårsage en "overbelastning" af de sjældnere arters genpulje, via krydsningen skaber hybrider der fortrænger de oprindelige arter. Omfanget af dette fænomen fremgår ikke altid kun på morfologien alene. Mens en vis grad af genflow sker i løbet af den normale udvikling, kan hybridisering med eller uden introgression true en sjælden arts eksistens. For eksempel gråanden er en art af ænder, som avlede let med en lang række andre ænder og udgør en trussel mod visse arter.